# Clem Curtis
Clem Curtis, eigentlich Curtis Clements (* 28. November 1940 auf Trinidad, Westindische Inseln; † 27. März 2017 in Olney, Buckinghamshire, England) war ein britischer Sänger. Von 1966 bis 1968 war er der Leadsänger der Gruppe The Foundations.

## Leben
Clem Curtis wurde 1940 auf der Insel Trinidad als Kind einer beliebten Sängerin geboren, von der er sagte, dass er sein Gehör für Musik von ihr geerbt hätte. Im Alter von 15 Jahren kam er nach Großbritannien und war zunächst als Dekorateur und Profiboxer tätig. Im Alter von 25 Jahren trat er der Gruppe The Ramong Sound bei, die später in The Foundations umbenannt wurde. Nachdem er im Jahr 1968 durch Colin Young ersetzt worden war, startete er mit Unterstützung seines Freundes Sammy Davis, Jr. eine Solokarriere in den Vereinigten Staaten. In Amerika arbeitete er, ermutigt durch Wilson Pickett und Sam & Dave, in der damaligen Club-Szene. In Las Vegas trat er unter anderem mit den Righteous Brothers auf. In den 1970er Jahren kehrte er nach England zurück und formierte die Foundations neu, die unter anderem Auftritte im London Palladium, der Royal Albert Hall, sowie in Clubs, Hotels und Konzerten auf der ganzen Welt hatten. Ende der 1980er Jahre gehörte er neben den vier weiteren Stars der damaligen Beatmusikära Reg Presley, Brian Poole, Mike Pender und Tony Crane der Supergroup The Corporation an, die aber nur kurz Bestand hatte. Im Jahr 2016 spielte er sich selbst in dem Film Flashback: The History of UK Black Music.
Clem Curtis starb am 27. März 2017 im Alter von 76 Jahren an den Folgen von Lungenkrebs.

## Diskografie (Auswahl)
- 1967: From the Foundations
- 1968: Rockin’ the Foundations (live)
- 1969: Digging the Foundations
- 1971: Mountain over the Hill
- 1972: I’ve Never Found a Girl (To Love Me Like You Do) / Point of No Return 1972
- 1974: I Don’t Care What People Say
- 1979: Unchained Melody / Need Your Love
- 1983: Dancing in the Street